# Monoszló Lodomér
Monoszló Lodomér vagy Ladomér (? – 1298. január) váradi püspök (1268–1279), esztergomi érsek (1279–1298). 
Művelt, korában kiemelkedőnek számító államférfi, az egyház elsőbbségének védelmezője.
A nevezetes Monoszló nemzetség tagja, közülük többen viseltek főpapi méltóságot. V. István király híve és támogatója. A nemzetségről kapta nevét a Balaton-felvidék egyik szép fekvésű községe, Monoszló. Itt van eltemetve Lodomér érsek is. Anyai ágon a Vázsony nemzetség rokona.

## A Monoszló nemzetségről
„Dunántúli ős nemzetségeinknek egyike a Monoszló, mely nevét, mint birtoklásának s előkelőségének maradandó bélyegét reá nyomta Zala-megye egyik községére, s ez ma is Monoszló nevet visel.” Írja Bunyitay Vince, a váradi püspökség könyvtárnoka 1883-ban. A nemzetség két tagjáról tudjuk, hogy főpapi székbe emelkedett. Monoszlói Ladomér mellett Monoszló nembeli Péter erdélyi püspök volt a 13. század végén és a 14. század elején.

## Élete
Nevével először 1257-ben találkozni, ekkor éneklő kanonok volt Veszprémben 1260-ig. Az 1260-as évek első felében Bolognában tanult.
1264–1266 között István ifjabb király udvari méltósága (alkorlátnoka). A IV. Béla és fia, V. István közötti viszályokban gyakran békített. Négy királyi nemzedéken keresztül volt az uralkodó család odaadó híve.

### Váradi püspöksége
1268-1279 között váradi püspök. Nagy szerepe volt a püspökség tatárjárás utáni újjászervezésében. Rendezi a püspökség és a káptalan, valamint a vármegye birtokügyeit, kiváltságokat szerez a püspökség számára.
V. István idején alkancellárként találkozni a nevével. 1272 ben X. Gergely pápa kinevezte a Margit hercegnő szentségét vizsgáló bizottság vezetésére. Kun László király intézkedéseivel szembehelyezkedik, az "istentelen" királyt pápai nyomásra kétszer ki is átkozza. Katonai fellépése a kunokkal szemben sikertelen. III. András neve viszont már ekkor előkerült, mint lehetséges utód. 1276-ban tanúskodik Árpád-házi Margit (IV. Béla leánya) szentté avatása érdekében (erre csak 1943-ban kerül sor).
1277-ben a I. Rudolfhoz induló küldöttség vezetője.

### Esztergomi érseksége
1279-ben III. Miklós pápa nevezi ki esztergomi érsekké június 13-tól. Előzőleg már ismertté vált jó híre Rómában. X. Gergely pápa a Margit hercegnő szentté avatási perében, a korábbi érsek, Fülöp helyébe elnöknek Lodomért nevezi ki. XXI. János pápa idején is kap megbizatást, hogy az esztergomi érseki szék körül ez időben támadt zavarokat elrendezze. Az esztergomi káptalan ugyanis a még életben levő főpásztor helyett új érseket választott, Miklós erdélyi prépostot, akit azonban a pápa nem erősített meg hivatalában, hanem Lodomért jelölte ki az esztergomi székbe. Lodomért az 1279 szeptemberében tartott budai zsinaton e kinevezésben megerősítik, kihirdetik. Valójában IV. László király, még mielőtt a pápa levele megérkezett volna, már esztergomi érseknek nevezte Lodomért, és az ország püspöki karának élére helyezte.
III. Andrást 1290. július 23-án megkoronázza, ezzel megelőzi I. Rudolf ilyen irányú törekvéseit. Az új királyt IV. Miklós pápával szemben is megvédte, aki Martell Károlyt koronázta meg Nápolyban. III. Andrást segítette az oligarchák előtt, és birtokvisszaszerző törekvéseiben is. Nem riadt meg a lázadó urak kiközösítésétől sem. 1298 januárjában hunyt el.